# Argyreus sagada
Argyreus sagada är en fjärilsart som beskrevs av Hans Fruhstorfer 1912. Argyreus sagada ingår i släktet Argyreus och familjen praktfjärilar. Inga underarter finns listade i Catalogue of Life.